# Ho Drakon Ho Megas
Symphony Masses: Ho Drakon Ho Megas, или просто Ho Drakon Ho Megas, — третий студийный альбом, выпущенный в апреле 1993 года шведской группой Therion. Альбом был впоследствии переиздан лейблом Nuclear Blast в 2000 году как часть бокс-сета The Early Chapters of Revelation.
Диск записывался с декабря 1992 года по январь 1993 года в студии Montezuma в Стокгольме и на лейбле Megarock Records, на который группа перешла от старого лейбла Active Records.
В альбоме Symphony Masses: Ho Drakon Ho Megas группа отошла от дэт-метала в сторону экспериментов с дум-металом, готик-роком, прогрессивным роком, джазом, народной персидской и арабской музыкой, а также хеви-металом 1980-х годов.

## Список композиций
Слова и музыка всех песен — Кристофер Йонсон.
| №                   | Название                                                                       | Длительность |
| ------------------- | ------------------------------------------------------------------------------ | ------------ |
| 1.                  | «Baal Reginon»                                                                 | 2:11         |
| 2.                  | «Dark Princess Naamah»                                                         | 4:18         |
| 3.                  | «A Black Rose»                                                                 | 4:01         |
| 4.                  | «Symphoni Drakonis Inferni»                                                    | 2:33         |
| 5.                  | «Dawn of Perishness»                                                           | 5:51         |
| 6.                  | «The Eye of Eclipse»                                                           | 5:01         |
| 7.                  | «The Ritualdance of the Yezidis»                                               | 2:08         |
| 8.                  | «Powerdance»                                                                   | 3:06         |
| 9.                  | «Procreation of Eternity»                                                      | 4:05         |
| 10.                 | «Ho Drakon Ho Megas» - Act I: «The Dragon Throne» - Act II: «Fire and Ecstasy» | 4:19         |
| Общая длительность: | Общая длительность:                                                            | 37:34        |

## Участники записи
- Кристофер Йонссон — вокал, гитара, клавишные
- Магнус Бартельссон — гитара
- Андреас «Валлан» Валь — бас-гитара
- Пётр Вавженюк — барабаны

## Хронология издания
| Страна            | Дата            | Лейбл                          | Формат           | Каталог        | Примечание |
| ----------------- | --------------- | ------------------------------ | ---------------- | -------------- | --- |
| Швеция            | Апрель 1993     | Megarock                       | CD               | MRR 002        | |
| США               | 24 января 1994  | Pavement                       | CD, аудиокассета | 76962-32203    | «Ho Drakon Ho Megas» был издан в качестве сингла |
| Япония            | 21 декабря 1995 | Toy's Factory                  | CD               | FCK-88770      | «Ho Drakon Ho Megas» был издан в качестве сингла. Также присутствовали три бонус-композиции: - «Enter the Voids» — 4:18 - «Symphony of the Dead (1991 демоверсия)» — 6:07 - «Beyond Sanctorum (1991 демоверсия)» — 2:31 |
| Германия          | 1997            | Collectors Picture Disc Series | винил LP, CD     | CPD 005        | Лимитированное издание из 500 копий. Вторая часть «Ho Drakon Ho Megas» пропущена. |
| Европа            | 27 ноября 2000  | Nuclear Blast                  | CD               | NB 0579-2      | |
| Россия            | январь 2001     | IROND                          | CD               | IROND CD 00-22 | |
| США (переиздание) | 17 апреля 2001  | Nuclear Blast America          | CD               | NB 0579-2      | |